# Мідделгарніс
Мідделгарніс (нід. Middelharnis, нід. вимова: [ˌmɪdəlˈɦɑrnɪs] ( прослухати)) — місто в нідерландській провінції Південна Голландія. Входить до муніципалітету Гуре-Оверфлакке.
Його площа — 17,98 км², а населення станом на 2021 рік становило 7645 осіб.
Перша згадка про населений пункт датується 1466 роком.
До 2013 року мало статус окремого муніципалітету.

## Галерея

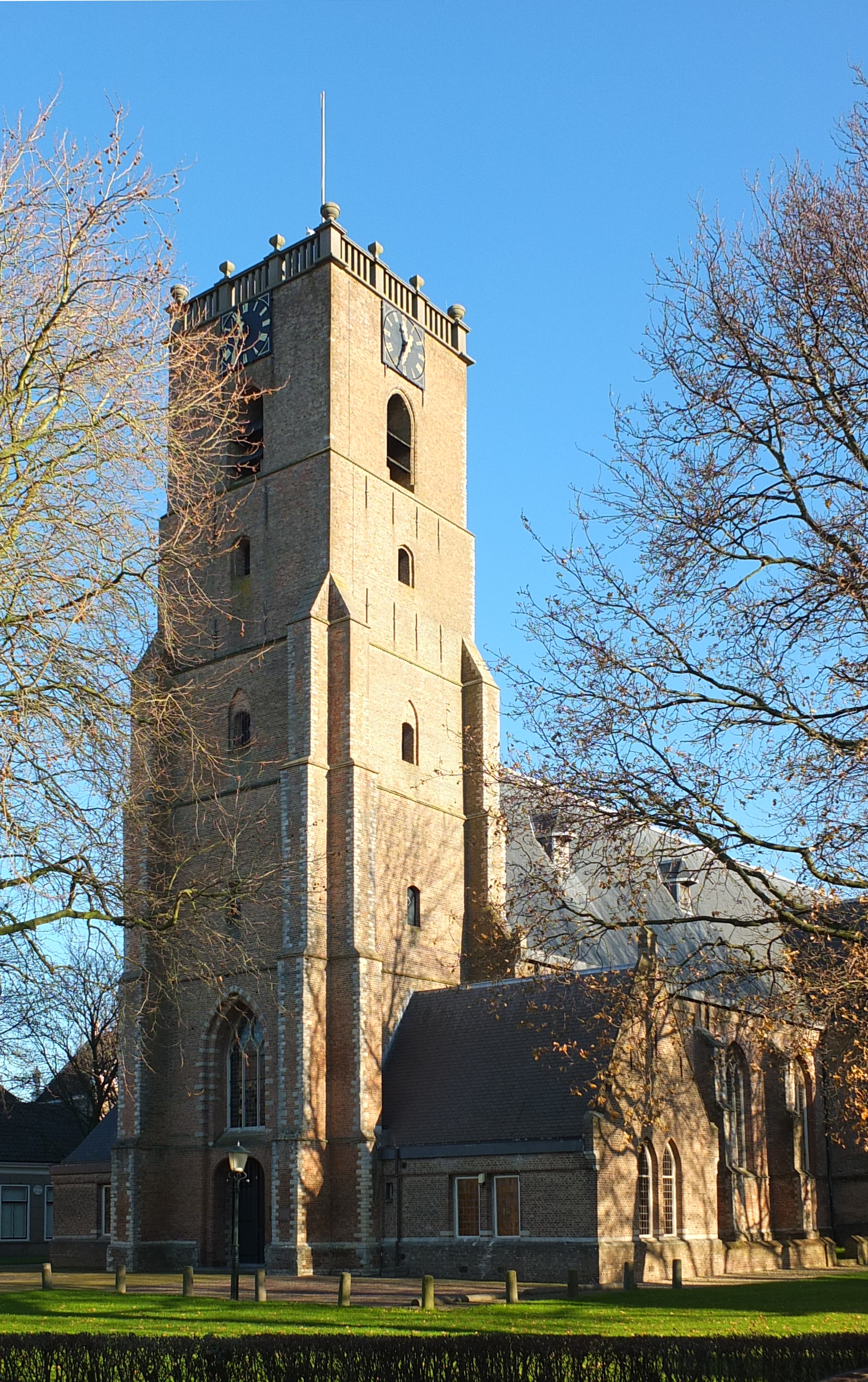
Реформістська церква
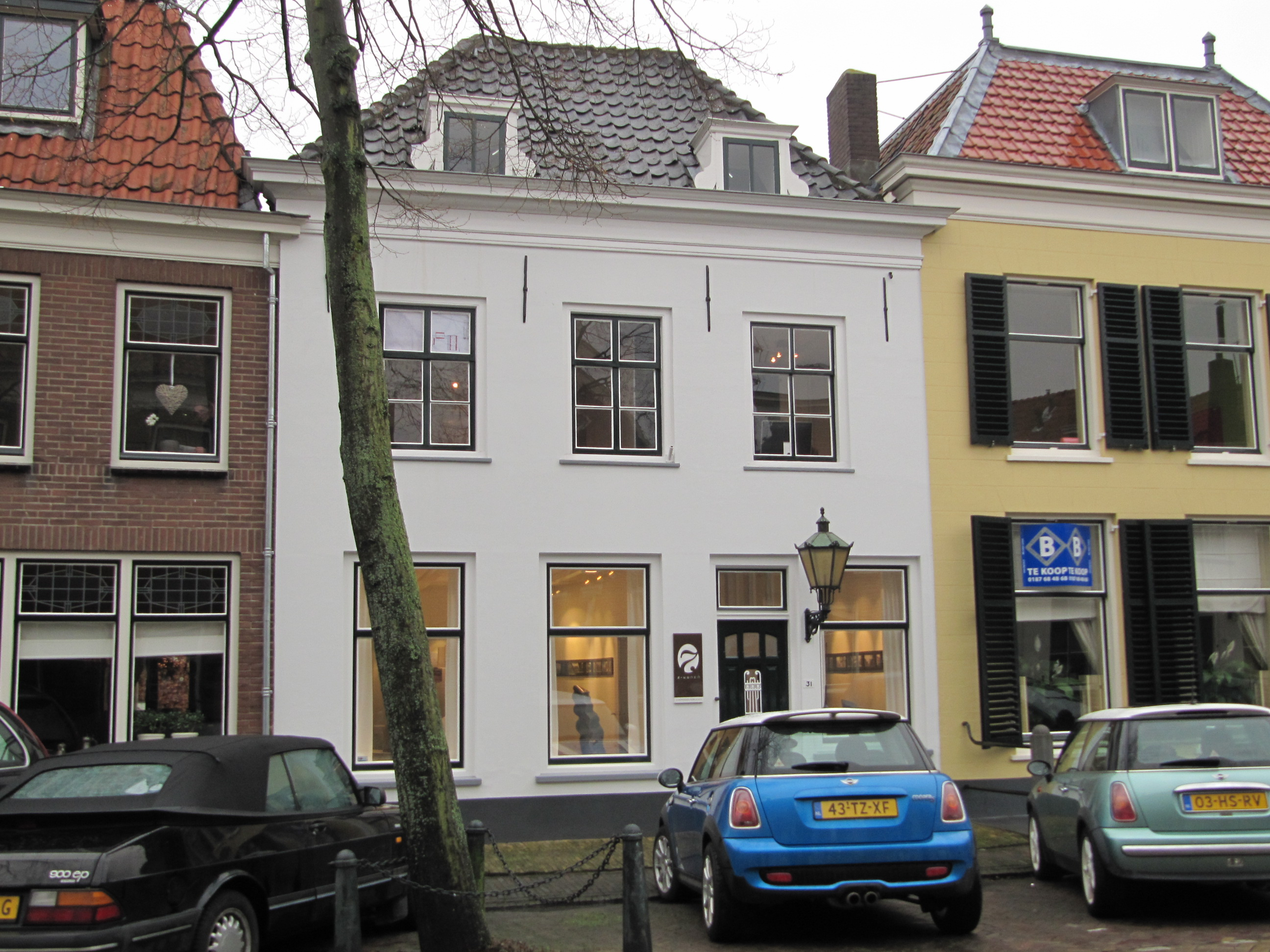
Міський будинок
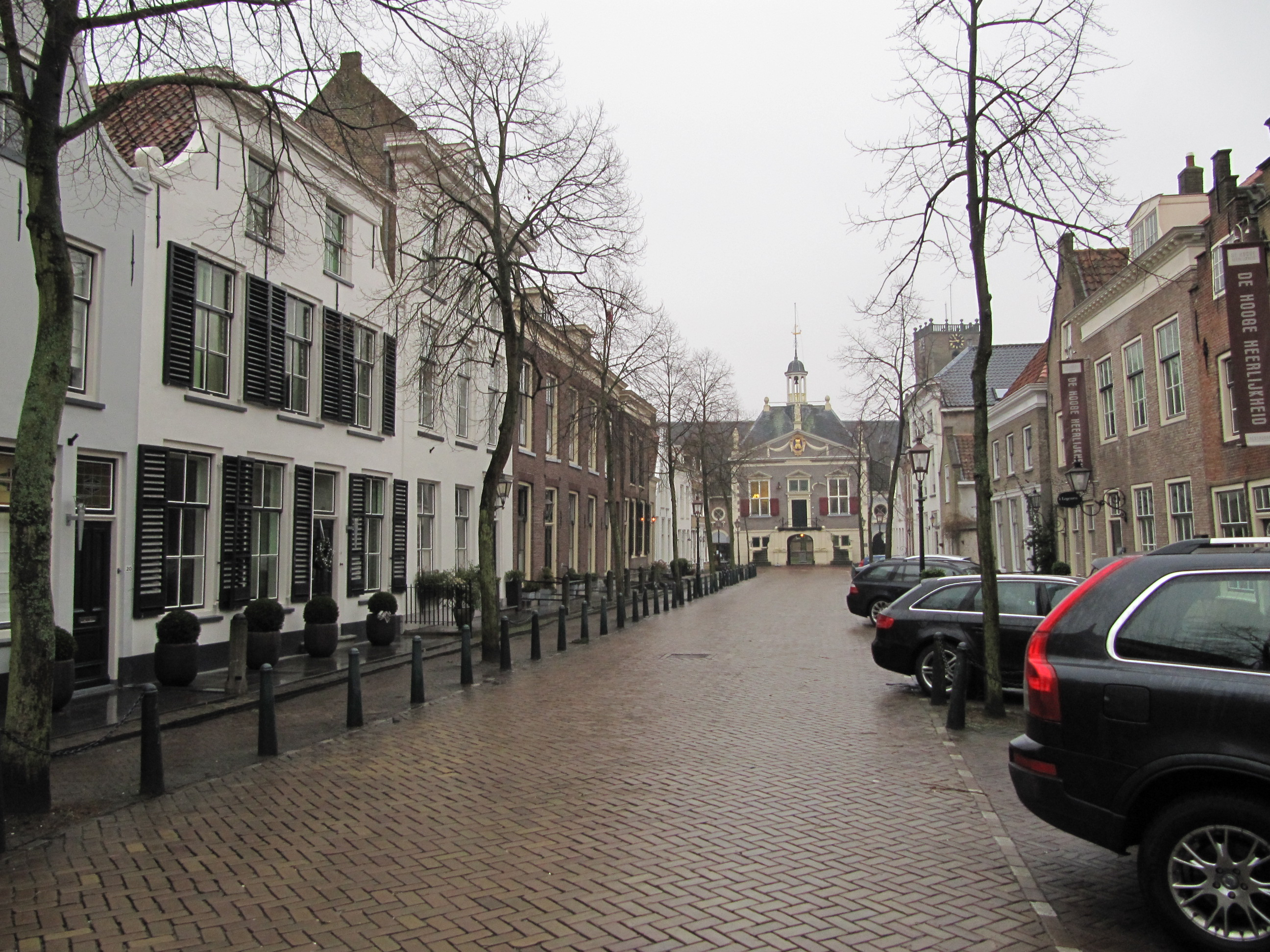
Вулиця Мідделгарніса
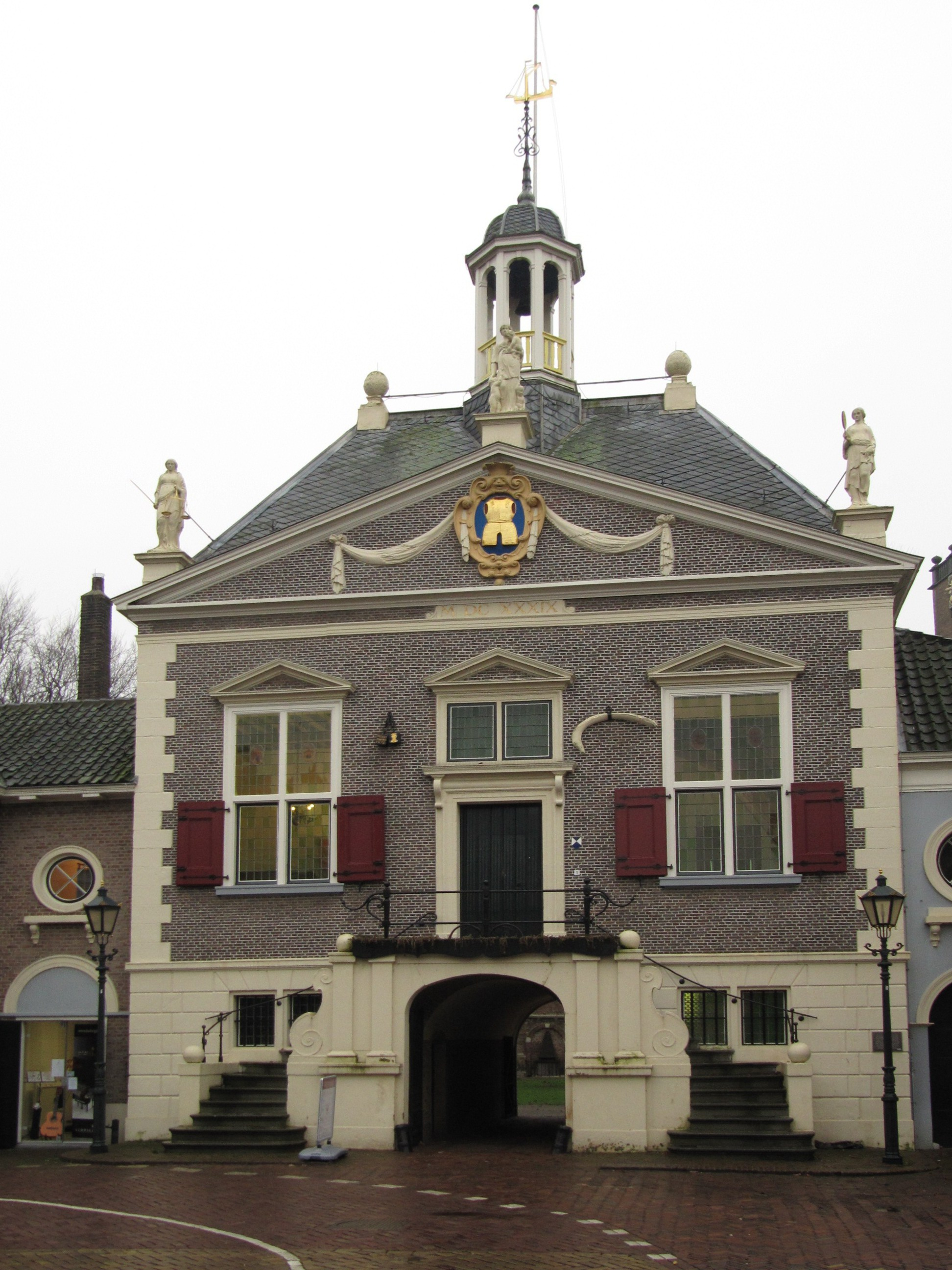
Будівля колишньої мерії